# Église Sainte-Ursule de Cologne
Pour les articles homonymes, voir Église Sainte-Ursule.
L'église Sainte-Ursule est l'une des douze anciennes églises et basiliques romanes de Cologne en Allemagne. Elle est vouée à sainte Ursule et se trouve à l'emplacement d'un ancien cimetière romain, où eut lieu selon la tradition le massacre des onze mille vierges de Cologne.

## Histoire

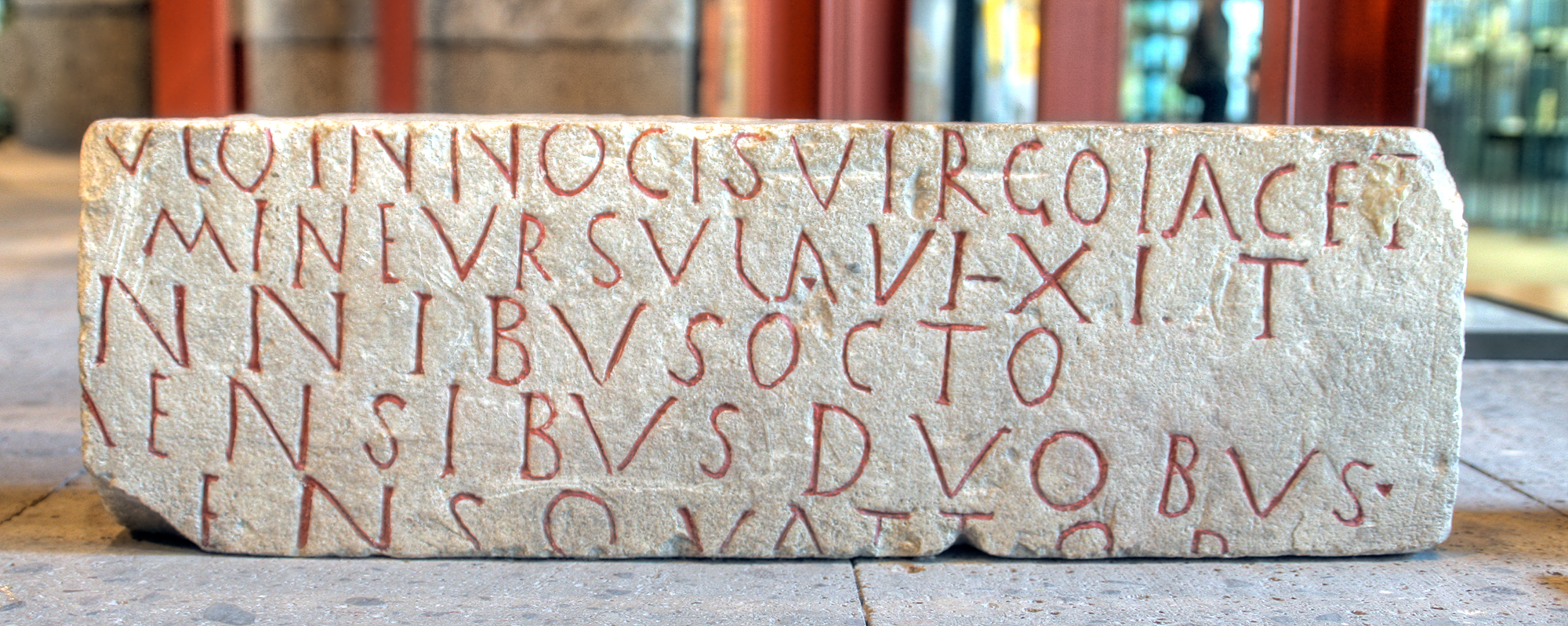
Pierre tombale d'Ursule, aujourd'hui au Musée romano-germanique de Cologne

Les études archéologiques et une épitaphe romaine du Ve siècle située dans le chœur gothique de l'église font état d'une ancienne église édifiée sur la sépulture des martyres. L'archevêque franc Gonthier (Gunther) de Cologne consacre une nouvelle église, confiée à des chanoines, en 866 qui est endommagée par l'invasion normande de 881-882. Les religieuses de l'abbaye de Gerresheim, fuyant les invasions, cette fois-ci des Magyars, viennent s'y réfugier en 922 à l'invitation de l'archevêque Hermann de Bliesgau. Celui-ci la reconstruit en ajoutant une abside et un reliquaire monumental.
La ville de Cologne s'agrandissant, une nouvelle basilique en forme de croix à trois nefs est construite en 1106. Les clochers sont terminés vers 1230, tandis que sont créés les vitraux de la nef du côté nord. Le chœur est refait en style gothique entre 1247 et 1267. La chapelle Sainte-Marie du côté de la nef sud est construite au début du XIVe siècle.
L'église Sainte-Ursule est baroquisée au XVIIe siècle avec en particulier un nouveau reliquaire. Le haut-conseiller d'Empire, Johann von Cranne, fait construire en 1643 la fameuse salle d'or pour abriter les reliques de sainte Ursule et de ses compagnes, et la chapelle Saint-Nicolas. Une chapelle Saint-Jean-Baptiste est construite ensuite du côté nord. Le clocher nord est restauré après un incendie en 1680 et coiffé d'une couronne en souvenir du martyre de sainte Ursule.
Les religieuses sont chassées en 1802 au moment des invasions napoléoniennes et du recès d'Empire de 1803, et l'église est attribuée à la paroisse voisine. Elle se trouve dans un grand état de désolation dans les années suivantes. Finalement elle est restaurée au milieu du XIXe siècle et le clocher est reconstruit en 1890-1891.
Benoît XV l'érige en basilique mineure en 1920.
Sainte-Ursule est fortement endommagée par les bombardements de 1942. La partie sud est complètement en ruines et elle est encore atteinte à la fin de 1944. Il faut attendre 1949 pour qu'elle se relève de ses ruines et les travaux de restauration se poursuivent jusqu'en 1974, y compris pour le trésor de l'aile nord du bâtiment occidental.
Une autre vague de restauration a lieu entre 1999 et 2004.

## Galerie

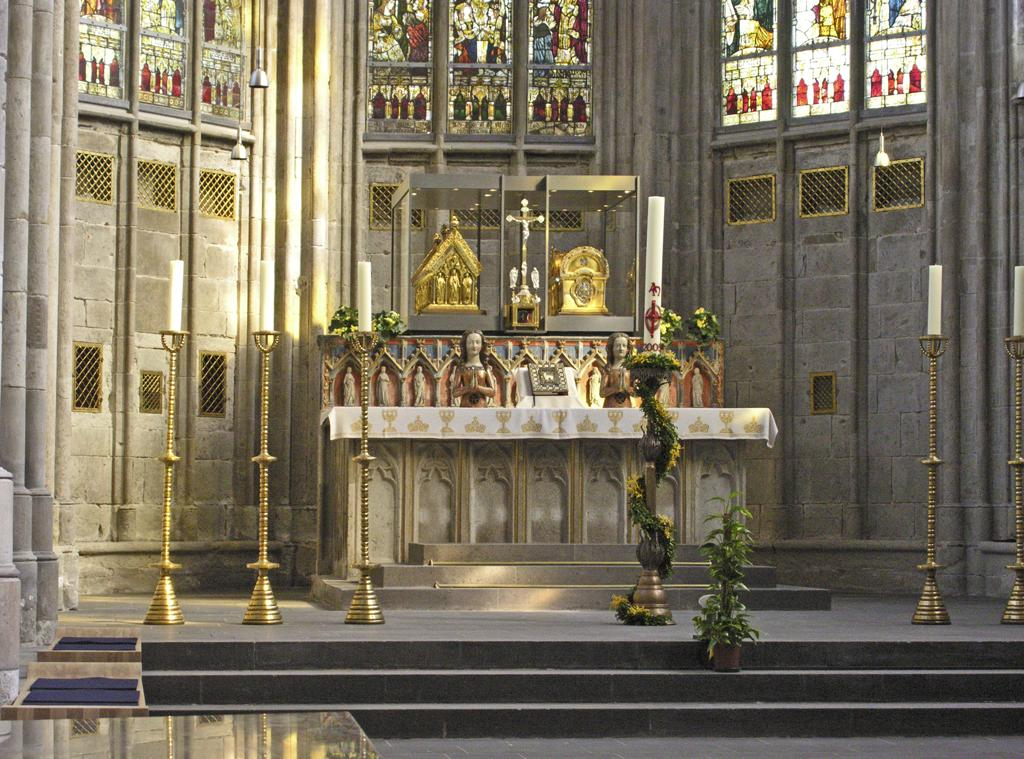
Le chœur et les reliquaires.
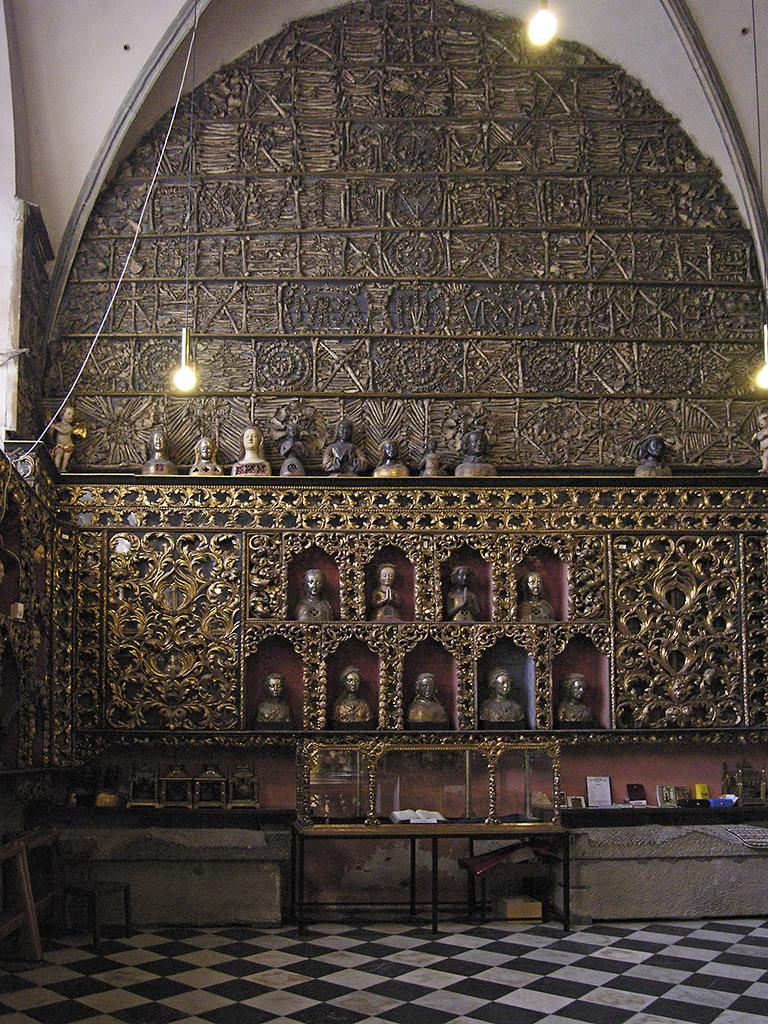
La salle d'or.
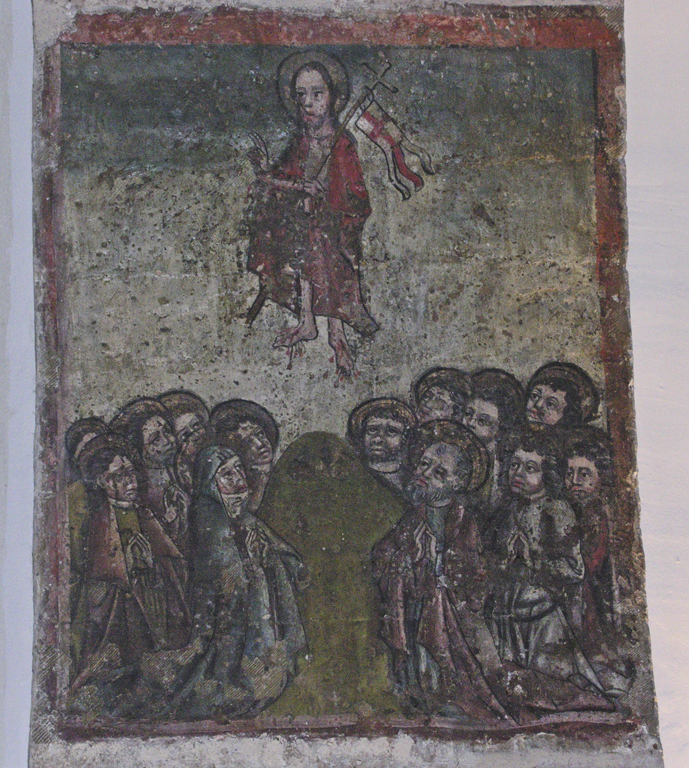
Peinture murale de l'église représentant l'Ascension du Christ devant la Vierge et les apôtres.

## Sources
- (de) Cet article est partiellement ou en totalité issu de l’article de Wikipédia en allemand intitulé « St. Ursula (Köln) » (voir la liste des auteurs).